# Zębiełek skoczny
Zębiełek skoczny (Crocidura crenata) – gatunek ssaka owadożernego z rodziny ryjówkowatych (Soricidae). Występuje w południowym Kamerunie, północnym Gabonie, wschodniej Demokratycznej Republice Konga, Republice Środkowoafrykańskiej, Kongo i Gwinei Równikowej. Głównym siedliskiem tego ssaka są nizinne lasy na wysokościach 100–700 m n.p.m. Gatunek o długich nogach i ogonie, które umożliwiają wykonywanie skoków. W Czerwonej księdze gatunków zagrożonych Międzynarodowej Unii Ochrony Przyrody i Jej Zasobów został zaliczony do kategorii LC (niższego ryzyka). Nie stwierdzono poważnych zagrożeń dla populacji tego ssaka.